# 肯尼斯·阿罗
肯尼斯·约瑟夫·阿罗（英語：Kenneth Joseph Arrow，1921年8月23日—2017年2月21日），美国经济学家、数学家、作者和政治理论家。他在1972年与约翰·希克斯一起获得了诺贝尔经济学奖。
阿罗是二战后新古典主义经济学的代表人物，对许多经济学家都有影响。他的主要贡献在于社會選擇理論，即阿罗不可能性定理。他的研究领域还包括内生增长理论、資訊經濟學等。

## 生平
1921年8月23日出生于一个罗马尼亚裔犹太人家庭，1940年在纽约市立大学获得数学学士学位，1941年在哥伦比亚大学获得硕士学位。1951年他在哥伦比亚大学获得哲学博士学位。後任教於史丹佛大學。
1972年獲得諾貝爾經濟學獎，時年51歲，曾是最年輕的諾貝爾經濟學獎得主，直到2019年，47歲的艾絲特·杜芙若得獎才打破紀錄。
2017年2月21日，在加州帕罗奥图的家中逝世。

## 学术生涯
1946年到1949年，阿罗在哥伦比亚大学攻读研究生的同时，在芝加哥大学的考爾斯基金會担任研究助理。他也任芝加哥大学的经济助理教授，并在加利福尼亚州的兰德公司工作。离开芝加哥大学后，他前往史丹佛大学担任经济与统计的助理教授。在1951年，他取得了哥伦比亚大学的哲學博士学位。他和罗伯特·索洛一起在美国政府的经济顾问委员会任职。1968年，他离开史丹福、前往哈佛大学任经济教授，并在任职期间获得了诺贝尔奖。

### 阿罗不可能定理
阿罗根据他1951年的哲學博士论文创作出了《社会选择和个人价值》。
如果我们排除了人与人之间衡量功利的可能性，那么能够将个人偏好转换至社会偏好、且广泛适用于个人排序的方法都将是被强制性或者独裁性的。——肯尼斯·阿罗，社会福利概念的一个难点
在他的普遍不可能定理中，他认为除非我们在不同个体之间进行功利比较，我们就无法得出一个满足以下所有条件的社会偏好理论。
1. 非独裁性：如果不考虑其他人的偏好，个体的偏好不应成为群体的排序。
2. 个体独立性：个体应该可以以任何方式对选项进行排序、并显示出平局。
3. 一致性：如果每个个体都将一个某一个选项置于另外一个选项之前，在群体排序中这两个选项也应如此排序。
4. 无关选择独立性：如果去除了一个选项，其他选项的排序不应变化。
5. 群体排序唯一性：该理论在任何一组偏好中都应获取相同的结果。群体排序应该具有传递性。

该定理对福利经济，正義理论和投票理论（孔多塞悖论）都产生了影响。阿马蒂亚·库马尔·森在其框架下发展了自由悖论，认为在给予了“最小自由”的情况下不可能到达帕累托最优，也无法避免社会选择之“中立但不平等”的问题。

### 内生增长理论
阿罗是最早研究内生增长理论的人之一，该理论试图解释技术变革的源头与经济增长的关键驱动力。在内生增长理论广为人知之前，技术变革被假定为外生的 ，即技术变革被认为发生在经济活动之外，并且在（普通的）经济模型之外。
内生增长理论为企业进行创新提供了标准的经济原因，导致经济学家认为经济活动者决定了创新和技术变革，而这是经济活动的内生因素，因此属于模型内部。内生增长理论始于保罗·罗默1986年的论文，借鉴了阿罗1962年的模型，该模型引入了一种消除总产出收益递减的机制。

### 資訊经济学
在其他开创性研究中，艾罗研究了市场中資訊不對稱引起的问题。在许多交易中，一方（通常是卖方）比另一方拥有更多有关所出售產品的資訊。資訊不對稱会诱使信息较多的一方欺骗資訊较少的一方。

## 个人生活
阿罗是一名通才。除了经济学，他在其他领域也颇有建树。据埃里克·马斯金所说，有一次为了测试阿罗的知识水準，一些初级教师故意在阿罗面前讨论灰鯨的繁殖习性。令他们惊讶的是，阿罗已经对他们的研究颇为熟悉，并认为一些学说与他们所提出的理论相矛盾。